# NGC 3872
NGC 3872 (również PGC 36678 lub UGC 6738) – galaktyka eliptyczna (E5), znajdująca się w gwiazdozbiorze Lwa. Odkrył ją William Herschel 8 kwietnia 1784 roku.